# José Rodrigues de Souza
José Rodrigues de Souza CSsR (* 25. März 1926 in Paraíba do Sul, São Paulo, Brasilien; † 9. September 2012 in Goiânia, Goiás) war ein brasilianischer Ordensgeistlicher, römisch-katholischer Bischof von Juazeiro sowie Menschenrechtler.

## Leben
José Rodrigues de Souza trat 1938 der Ordensgemeinschaft der Redemptoristen bei und empfing am 27. Dezember 1950 die Priesterweihe. Er war zuständig für die Volksmission seines Ordens und stellvertretender Superior in Goiás.
Er war Professor am Priesterseminar von Aparecida, São Paulo. Zwischen 1966 und 1968 studierte er in Brüssel die Fächer Katechese und Pastoral. Ab 1969 war er in den Missionen in São Paulo, Minas Gerais, Paraná und Amazonas tätig. 1970 wurde er zum Provinzial der Redemptoristen von Goiás und Distrito Federal do Brasil gewählt.
Papst Paul VI. ernannte ihn am 12. Dezember 1974 zum Bischof von Juazeiro. Der Apostolische Nuntius in Brasilien, Erzbischof Carmine Rocco, spendete ihm am 9. Februar 1975 die Bischofsweihe; Mitkonsekratoren waren Antônio Ribeiro de Oliveira, Weihbischof in Goiânia, und Juvenal Roriz CSsR, Prälat von Rubiataba.
In der regionalen Bischofskonferenz der CNBB vertrat er die Kommission für die Landpastoral und die Jugend. Zudem war er Präsident des Pastoralrates der brasilianischen Redemptoristen.
Am 4. Juni 2003 nahm Johannes Paul II. sein altersbedingtes Rücktrittsgesuch an.

## Wirken
José Rodrigues de Souza engagierte sich für die 72.000 Menschen, die aufgrund des Baus des Wasserkraftwerks Sobradinho obdachlos wurden sowie für die Landarbeiter (Camponês) im Hinterland Brasiliens, die unter der Militärdiktatur litten.
Im Bistum Juazeiro baute er zahlreiche Projekte der Sozialpastoral auf, initiierte den Kommunikationsaufbau des Bistums mit einer Bibliothek mit 45.000 Büchern und einer Videothek mit 2.000 Videotiteln für Schulen und Lehrer, Ausstattungen für Radio und Fernsehproduktionen sowie den Print-Journalismus. Er war Initiator eines Zisternen-Projektes zur Speicherung von Wasser, das später vom nationalen Umweltministerium übernommen wurde.
José Rodrigues de Souza hat in zahlreichen Prozessen und Untersuchungen nach dem Ende der Militärdiktatur Brasiliens 1985 ausgesagt, etwa zu Themen wie dem Landraub in Bahia im Jahr 1977 und dem Terror des Regimes 1981. In der Kommission Comissão da Bacia do São Francisco prangerte er 1978 die Probleme, die durch den Bau des Staudamms Sobradinho verursacht wurden, an. Er war Teilnehmer zahlreicher Debatten über die Dürre und Hungersnot im Nordosten Brasiliens. Dabei erinnerte er daran, dass der Nordosten nicht „Almosen“ brauche, sondern eine Landreform und eine nachhaltige Entwicklung.
Bischof Rodrigues war Mitglied der Associação Bahiana de Imprensa. Von dieser Journalistenvereinigung wurde er 2008 mit der Troféu Mandacaru de Ouro ausgezeichnet. Im Jahr 1992 erschien seine Biografie „Bispo dos Excluídos: Dom José Rodrigues“, auch in deutscher Übersetzung.
Von der Bevölkerung wurde er pequeno grande homem (kleiner großer Mann) und bispo dos excluídos (Bischof der Ausgeschlossenen) genannt.

## Schriften
- Implantação e recuperação de pastagens, 1979
- Política: a luta de um povo, 1981
- Bispo dos Excluídos: Dom José Rodrigues, 1996